# The 2nd Law Tour
Tournées par Muse
The Resistance Tour 
(2009-2011) The Drones Tour 
(2015-)
The 2nd Law Tour / The Unsustainable Tour sera la tournée de promotion du sixième album du groupe Muse, The Second Law. 26 dates ont été annoncées le 7 juin pour l'Europe et le Royaume-Uni. La tournée débute le 16 octobre 2012 au Park&Suites Arena de Montpellier, la première partie de la tournée se bouclant 19 décembre 2012 à Strasbourg. La plupart des dates annoncées ont affiché complet en moins de 10 minutes, notamment à Glasgow, Amsterdam et Oslo, ainsi que les deux dates à l'O2 Arena de Londres. Le groupe a donné quelques concerts « hors tournée » peu avant la sortie officielle de l'album, avec une date notamment à l'Olympia de Paris, le 2 octobre 2012. Certaines dates en Europe ont dû être annulées, à la suite de la blessure au pied du chanteur Matthew Bellamy. 

## Affiche
L'affiche promotionnelle de la tournée européenne est la représentation du boson de Higgs, particule physique élémentaire, découverte officiellement le 4 juillet 2012. Ceci illustre le thème de leur sixième album axé sur la physique, la création et la disparition de l'univers (Big Freeze), et plus précisément la deuxième loi de la thermodynamique.

## Membres présents sur scène
- Matthew Bellamy : chant, guitare, piano.
- Dominic Howard : batterie, percussions.
- Christopher Wolstenholme : basse, chant, guitare, chœurs.
- Morgan Nicholls : claviers, samples, guitare, percussions.

## The 2nd Law Tour: tournée des salles

### Programme arène
Cette liste présente la liste des titres de la tournée. La durée des concerts est d'environ 2 heures. Le groupe a annoncé dans une interview qu'à chaque concert, ils tireraient au sort entre Hysteria et Map of the Problematique et entre New Born et Stockholm Syndrome. De plus, il se pourrait que Bliss soit aussi interprétée à la place de Plug In Baby, tout comme Save Me à la place de Liquid State. Pour l'instant, trois titres différents ont été jouées en 11e place : on pourrait penser de manière générale qu'il s'agit à chaque fois d'une ancienne chanson au piano. Lors du tout premier concert à Montpellier, l'ordre des titres du rappel Survival et Knights of Cydonia sont échangés pour finir le concert par Knights of Cydonia.
1. The 2nd Law: Unsustainable
2. Supremacy
3. Interlude
4. Hysteria ou Map of the Problematique
5. Supermassive Black Hole
6. Resistance
7. Panic Station
8. Animals
9. Monty Jam
10. Explorers
11. Falling Down ou Ruled By Secrecy ou Sunburn
12. Host
13. Time Is Running Out
14. Liquid State ou Save Me
15. Madness
16. Follow Me
17. Undisclosed Desires
18. Plug In Baby ou Bliss
19. New Born ou Stockholm Syndrome

Rappel :
1. The 2nd Law: Isolated System
2. Uprising
3. Knights of Cydonia (Intro: Man with a Harmonica)
4. Starlight
5. Survival

L'intro de la tournée des stades 2013 commence sur la voix de la speakerine de Unsustainable et finit par une explosion et un nuage de feu au centre de l'avancée de scène dans la foule.
La setlist dure plus de 2 heures et est composée à chaque fois de 25 chansons. Durant Panic Station, sur les écrans géants on peut voir les politiciens Barack Obama, Hu Jintao, David Cameron, Angela Merkel, François Hollande et Vladimir Poutine danser en rythme sur la chanson. 
Sur Animals, un faux banquier s'avance sur la scène B et "meurt" d'une crise cardiaque à la fin de la chanson tandis que des faux billets (Musos) tombent du ciel. Sur Feeling Good, c'est une pseudo femme d'affaires au téléphone qui s'avance sur la scène B, qui boit du pétrole et qui "meurt" aussi sur la fin de la chanson. Enfin, sur Unsustainable, un robot géant nommé Charles par Matthew Bellamy exécute une petite danse sur la durée de la chanson.
On remarque aussi que le groupe ne joue plus Explorers ni Save Me, comme c'était le cas lors de la tournée promotionnelle. En revanche, on note le retour de Blackout, Guiding Light et Unintended.

### Programme tournée des stades
1. Supremacy
2. Supermassive Black Hole
3. Panic Station
4. Bliss ou Map of the Problematique
5. Resistance
6. Animals
7. Knights of Cydonia
8. United States of Eurasia  ou Sunburn
9. Hysteria ou Dead Star ou Butterflies and Hurricanes
10. Feeling Good
11. Follow Me
12. Liquid State
13. Madness
14. Time Is Running Out
15. New Born ou Stockholm Syndrome

Rappel 1 :
1. Unintended
2. Blackout
3. Guiding Light
4. Undisclosed Desires

Rappel 2 :
1. The 2nd Law: Unsustainable
2. Plug In Baby
3. Survival

Rappel 3 :
1. The 2nd Law: Isolated System
2. Uprising
3. Starlight

### Dates
| Date                   | Ville             | Pays                | Salle / Stade / Arène / Festival         |
| Europe                 | Europe            | Europe              | Europe                                   |
| ---------------------- | ----------------- | ------------------- | ---------------------------------------- |
| 20 septembre 2012      | Cologne           | Allemagne           | E-Werk                                   |
| 30 septembre 2012      | Londres           | Royaume-Uni         | Roundhouse                               |
| 2 octobre 2012         | Paris             | France              | L'Olympia                                |
| 16 octobre 2012        | Montpellier       | France              | Park&Suites Arena                        |
| 18 octobre 2012        | Paris             | France              | Palais omnisports de Paris-Bercy         |
| 20 octobre 2012        | Madrid            | Espagne             | Palacio de Deportes                      |
| 22 octobre 2012        | Nantes            | France              | Zénith de Nantes                         |
| 24 octobre 2012        | Glasgow           | Royaume-Uni         | Clyde Auditorium                         |
| 26 octobre 2012        | Londres           | Royaume-Uni         | O2 Arena                                 |
| 27 octobre 2012        | Londres           | Royaume-Uni         | O2 Arena                                 |
| 30 octobre 2012        | Birmingham        | Royaume-Uni         | LG Arena                                 |
| 31 octobre 2012        | Londres           | Royaume-Uni         | BBC Radio Theatre                        |
| 1er novembre 2012      | Manchester        | Royaume-Uni         | Manchester Arena                         |
| 3 novembre 2012        | Dublin            | Irlande             | The O2                                   |
| 12 novembre 2012       | Munich            | Allemagne           | Olympiahalle                             |
| 14 novembre 2012       | Bâle              | Suisse              | St Jakobshalle                           |
| 16 novembre 2012       | Bologne           | Italie              | Unipol Arena                             |
| 17 novembre 2012       | Pesaro            | Italie              | Adriatic Arena                           |
| 19 novembre 2012       | Vienne            | Autriche            | Stadthalle                               |
| 20 novembre 2012       | Budapest          | Hongrie             | Budapest Arena                           |
| 22 novembre 2012       | Prague            | République tchèque  | O2 Arena                                 |
| 23 novembre 2012       | Łódź              | Pologne             | Atlas Arena                              |
| 5 décembre 2012 Annulé | Oslo              | Norvège             | Oslo Spektrum                            |
| 6 décembre 2012 Annulé | Stockholm         | Suède               | Ericsson Globe                           |
| 7 décembre 2012 Annulé | Malmö             | Suède               | Malmö Arena                              |
| 10 décembre 2012       | Helsinki          | Finlande            | Hartwall Arena                           |
| 11 décembre 2012       | Tallinn           | Estonie             | Saku Arena                               |
| 13 décembre 2012       | Riga              | Lettonie            | Arena Riga                               |
| 15 décembre 2012       | Hambourg          | Allemagne           | O2 World Hamburg                         |
| 17 décembre 2012       | Amsterdam         | Pays-Bas            | Ziggo Dome                               |
| 18 décembre 2012       | Anvers            | Belgique            | Sportpaleis                              |
| 19 décembre 2012       | Strasbourg        | France              | Zenith de Strasbourg                     |
| Asie                   |                   |                     |                                          |
| 11 janvier 2013        | Saitama           | Japon               | Saitama Super Arena                      |
| 12 janvier 2013        | Saitama           | Japon               | Saitama Super Arena                      |
| Amérique du Nord       |                   |                     |                                          |
| 21 janvier 2013        | San Diego         | États-Unis          | Valley View Casino Center                |
| 23 janvier 2013        | Los Angeles       | États-Unis          | Staples Center                           |
| 24 janvier 2013        | Los Angeles       | États-Unis          | Staples Center                           |
| 26 janvier 2013        | Los Angeles       | États-Unis          | Staples Center                           |
| 28 janvier 2013        | Oakland           | États-Unis          | Oracle Arena                             |
| 29 janvier 2013        | Sacramento        | États-Unis          | Sleep Train Arena                        |
| 31 janvier 2013        | Portland          | États-Unis          | Rose Garden                              |
| 1er février 2013       | Seattle           | États-Unis          | Key Arena                                |
| 3 février 2013         | Edmonton          | Canada              | Rexall Place                             |
| 4 février 2013         | Calgary           | Canada              | Scotiabank Saddledome                    |
| 6 février 2013         | Vancouver         | Canada              | Rogers Arena                             |
| Europe                 |                   |                     |                                          |
| 18 février 2013        | Londres           | Royaume-Uni         | Shepherd's Bush Empire                   |
| Amérique du Nord       |                   |                     |                                          |
| 22 février 2013        | Fort Lauderdale   | États-Unis          | BankAtlantic Center                      |
| 23 février 2013        | Tampa             | États-Unis          | Tampa Bay Times Forum                    |
| 25 février 2013        | Orlando           | États-Unis          | Amway Center                             |
| 27 février 2013        | Cincinnati        | États-Unis          | US Bank Arena                            |
| 28 février 2013        | Cleveland         | États-Unis          | Quicken Loans Arena                      |
| 2 mars 2013            | Détroit           | États-Unis          | Joe Louis Arena                          |
| 4 mars 2013            | Chicago           | États-Unis          | United Center                            |
| 5 mars 2013            | Columbus          | États-Unis          | Schottenstein Center                     |
| 7 mars 2013            | Minneapolis       | États-Unis          | Target Center                            |
| 8 mars 2013            | St. Louis         | États-Unis          | Chaifetz Arena                           |
| 10 mars 2013           | Tulsa             | États-Unis          | BOK Center                               |
| 16 mars 2013           | Phoenix           | États-Unis          | US Airways Center                        |
| 9 avril 2013           | Toronto           | Canada              | Air Canada Centre                        |
| 10 avril 2013          | Toronto           | Canada              | Air Canada Centre                        |
| 12 avril 2013          | Boston            | États-Unis          | TD Garden                                |
| 13 avril 2013          | Uncasville        | États-Unis          | Mohegan Sun Arena                        |
| 15 avril 2013          | New York          | États-Unis          | Madison Square Garden                    |
| 16 avril 2013          | New York          | États-Unis          | Madison Square Garden                    |
| 19 avril 2013          | East Rutherford   | États-Unis          | Izod Center                              |
| 21 avril 2013          | Uniondale         | États-Unis          | Nassau Veterans Memorial Coliseum        |
| 23 avril 2013          | Montréal          | Canada              | Bell Centre                              |
| 24 avril 2013          | Montréal          | Canada              | Bell Centre                              |
| 26 avril 2013          | Québec            | Canada              | Colisée Pepsi                            |
| Europe                 |                   |                     |                                          |
| 22 mai 2013            | Coventry          | Royaume-Uni         | Ricoh Arena                              |
| 25 mai 2013            | Londres           | Royaume-Uni         | Emirates Stadium                         |
| 26 mai 2013            | Londres           | Royaume-Uni         | Emirates Stadium                         |
| 1er juin 2013          | Manchester        | Royaume-Uni         | Etihad Stadium                           |
| 2 juin 2013            | Londres           | Royaume-Uni         | Horse Guards Parade                      |
| 4 juin 2013            | Amsterdam         | Pays-Bas            | Amsterdam Arena                          |
| 7 juin 2013            | Barcelone         | Espagne             | Stade olympique Lluís-Companys           |
| 10 juin 2013           | Porto             | Portugal            | Stade du Dragon                          |
| 15 juin 2013           | Berne             | Suisse              | Stade de Suisse                          |
| 18 juin 2013           | Rotselaar         | Belgique            | Rock Werchter                            |
| 21 juin 2013           | Paris             | France              | Stade de France                          |
| 22 juin 2013           | Paris             | France              | Stade de France                          |
| 26 juin 2013           | Nice              | France              | Stade Charles-Ehrmann                    |
| 28 juin 2013           | Turin             | Italie              | Stade olympique de Turin                 |
| 29 juin 2013           | Turin             | Italie              | Stade olympique de Turin                 |
| 6 juillet 2013         | Rome              | Italie              | Stade Olympique de Rome                  |
| 12 juillet 2013        | Saint-Goarshausen | Allemagne           | Freilichtbühne Lorely                    |
| 14 juillet 2013        | Berlin            | Allemagne           | Waldbühne                                |
| 19 juillet 2013        | Bergen            | Norvège             | Brann Stadion                            |
| 24 juillet 2013        | Oslo              | Norvège             | Ullevaal Stadion                         |
| 27 juillet 2013        | Helsinki          | Finlande            | Olympiastadion                           |
| Asie                   |                   |                     |                                          |
| 10 août 2013           | Osaka             | Japon               | Summer Sonic Festival                    |
| 11 août 2013           | Tokyo             | Japon               | Summer Sonic Festival                    |
| 13 août 2013           | Tokyo             | Japon               | Zepp (en)                                |
| 17 août 2013           | Séoul             | Corée du Sud        | Hyundai Card Super Concert 19 City Break |
| Amérique du Nord       |                   |                     |                                          |
| 3 septembre 2013       | Charlotte         | États-Unis          | Time Warner Cable Arena                  |
| 4 septembre 2013       | Duluth            | États-Unis          | Gwinnett Center                          |
| 6 septembre 2013       | Nashville         | États-Unis          | Bridgestone Arena                        |
| 8 septembre 2013       | Pittsburgh        | États-Unis          | Consol Energy Center                     |
| 9 septembre 2013       | Philadelphie      | États-Unis          | Wells Fargo Center                       |
| 11 septembre 2013      | Washington        | États-Unis          | Verizon Center                           |
| Amérique du Sud        |                   |                     |                                          |
| 14 septembre 2013      | Rio de Janeiro    | Brésil              | Rock in Rio                              |
| Amérique du Nord       |                   |                     |                                          |
| 17 septembre 2013      | Denver            | États-Unis          | Pepsi Center                             |
| 19 septembre 2013      | Salt Lake City    | États-Unis          | EnergySolutions Arena                    |
| 20 septembre 2013      | Las Vegas         | États-Unis          | iHeartRadio Music Festival               |
| 4 octobre 2013         | Austin            | États-Unis          | Austin City Limits                       |
| 7 octobre 2013         | Guadalajara       | Mexique             | Arena VFG                                |
| 9 octobre 2013         | Monterrey         | Mexique             | Arena Monterrey                          |
| 11 octobre 2013        | Austin            | États-Unis          | Austin City Limits                       |
| Amérique du Sud        |                   |                     |                                          |
| 13 octobre 2013        | Buenos Aires      | Argentine           | Personnal Festival                       |
| Amérique du Nord       |                   |                     |                                          |
| 18 octobre 2013        | Mexico            | Mexique             | Palais des sports                        |
| 19 octobre 2013        | Mexico            | Mexique             | Palais des sports                        |
| 20 octobre 2013        | Mexico            | Mexique             | Palais des sports                        |
| 22 octobre 2013        | Mexico            | Mexique             | Palais des sports                        |
| Moyen-Orient           |                   |                     |                                          |
| 2 novembre 2013        | Abu Dhabi         | Émirats arabes unis | Du Arena                                 |
| Océanie                |                   |                     |                                          |
| 30 novembre 2013       | Perth             | Australie           | Perth Arena                              |
| 4 décembre 2013        | Adelaide          | Australie           | Adelaide Entertainment Center            |
| 6 décembre 2013        | Melbourne         | Australie           | Rod Laver Arena                          |
| 7 décembre 2013        | Melbourne         | Australie           | Rod Laver Arena                          |
| 10 décembre 2013       | Brisbane          | Australie           | Arena Brisbane                           |
| 13 décembre 2013       | Sydney            | Australie           | Allphones Arena                          |
| Amérique du Sud        |                   |                     |                                          |
| 3 avril 2014 Annulé    | São Paulo         | Brésil              | Grand Metropoloe                         |
| 5 avril 2014           | São Paulo         | Brésil              | Lollapalooza                             |
| Amérique du Nord       |                   |                     |                                          |
| 12 avril 2014          | Indio             | États-Unis          | Coachella Valley Music and Arts Festival |
| 19 avril 2014          | Indio             | États-Unis          | Coachella Valley Music and Arts Festival |

Le concert au stade olympique de Rome sera utilisé pour le futur DVD live du groupe.
La date d'Oslo ainsi que les deux dates en Suède ont été annulées le 30 novembre 2012, Matthew Bellamy s'étant cassé deux orteils.